# 29 avril dans les chemins de fer
29 mars 29 mai
Chronologies thématiques
- Croisades
- Sports
- Disney

Cette page concerne les événements qui se sont déroulés un 29 avril dans les chemins de fer.

## Événements

### XIXesiècle
- 1874.  France :   décret impérial (Colonie : Algérie), déclarant d'utilité publique la section de ligne d'Arzew à Saïda, et confirmant la concession attribuée à la Compagnie franco-algérienne[1].

### XXesiècle
- 1934.  Italie :   inauguration de la Direttissima Bologne-Florence.

- 1982.  France :   mise en service de l'électrification de la ligne Narbonne-Port-Bou.

### XXIesiècle
- 2002.  Royaume-Uni :   présentation en gare d'Euston à Londres du premier Pendolino mis en service en Grande-Bretagne par la société Virgin Trains dirigée par Richard Branson.

- 2004.  Union européenne :   création de l'Agence ferroviaire européenne, dont le siège est fixé à Valenciennes (Nord, France).

## Personnalité

### Naissances
- x

### Décès
- x